# オラスティの戦い
オラスティの戦い（オラスティのたたかい、英: Battle of Olustee）は、南北戦争中の開戦から3年にならんとする1864年2月20日、フロリダ州ベイカー郡で起きた戦闘である。南北戦争の中でフロリダ州では最大の戦闘となった。

## 背景

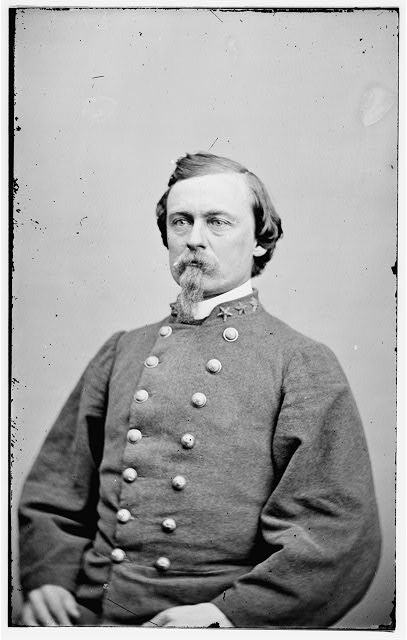
ジョセフ・フィネガン准将、南軍

1864年2月、サウスカロライナ州ヒルトンヘッドに居た北軍南部方面軍指揮官クィンシー・A・ギルモアが、フロリダ州への遠征を行い、北軍の飛び地を確保し、南軍の（特に牛肉と塩の）補給路を分断し、また黒人兵を徴募するよう命令した。トルーマン・シーモア准将がこの遠征隊を指揮し、フロリダ州ジャクソンビルで部隊を上陸させた。そこは1862年3月に既に北軍が占領していた。シーモアの部隊はその後、フロリダ州北東部や北中部に何度か襲撃を行った。これらの襲撃の間にはほとんど抵抗を受けず、南軍の宿営地を数か所占領し、南軍の小さな部隊や大砲を捕獲し、奴隷を解放するなどの成果を挙げた。しかしシーモアはギルモアからフロリダ州の奥深く侵攻しないよう命令を受けていた。
ヒルトンヘッドでシーモアが準備していたので、サウスカロライナ州の重要な港湾都市チャールストンにいた南軍の指揮層の気を揉ませていた。南軍のP・G・T・ボーリガード将軍はシーモアの標的がフロリダであることを正しく推測し、この北軍の行動が南軍に十分な脅威を与えたので、フロリダの防衛部隊を勇気づけ、シーモアの動きを止めるためにジョージア人のアルフレッド・H・コルキット准将の下に援軍を派遣した。コルキットはジョセフ・フィネガン准将の指揮するフロリダ部隊を補強するために、間に合う時点で到着した。コルキットの部隊が到着し始めると、シーモアはギルモアに知らせないままに、フロリダ州北部を横切って、到達可能な標的としてタラハシーの占領に向かい始めた。

## 戦闘

オラスティーの戦い
南軍
北軍

シーモアはフロリダ・アトランティック・アンド・ガルフ・セントラル鉄道を辿り、5,500名を率いてレイクシティの方向に進んだ。2月20日午後2時半頃、北軍はオラスティ駅近くで塹壕に入っているフィネガン将軍の南軍5,000名に接近した。フィネガンは歩兵旅団を送ってシーモアの前衛隊を迎え撃たせ、南軍の塹壕戦までおびき寄せようとしたが、この作戦は不首尾に終わった。両軍はオーシャン池で対峙し、戦闘が始まった。シーモアは以前に容易に潰走させたことがあったフロリダの民兵隊と再度対戦しているという思い込みがあり、その部隊をバラバラに戦闘に突入させた。フィネガンもシーモアもその午後の間に戦闘部隊を補強し合い、戦闘は開けた松林の中で続いた。北軍が攻撃したが、ライフル銃と大砲の激しい銃砲撃を浴びて手ひどく撃退された。
戦闘は午後の間激しく続いたが、フィネガンが最後の予備隊を出したときに、北軍の戦線が敗れ退却を始めた。フィネガンは北軍の撤退に付け込まず、逃亡した北軍の大半はジャクソンビルまで後退できた。しかし、南軍は真夜中になる直前にシーモアの後衛に対して最後の戦闘を試みたが、マサチューセッツ第54志願歩兵連隊と北軍有色人第35連隊の一部部隊によって撃退された。これらの部隊はどれもアフリカ系アメリカ人兵士で構成されていた。南軍の騎兵隊指揮官は、退却する北軍を追跡しなかったことで批判された。

## 戦いの後

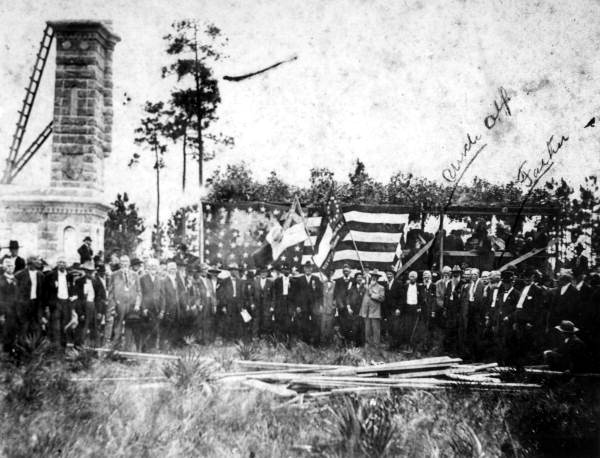
オラスティの戦いの生存者、1912年10月23日、戦場記念碑の除幕式で

北軍の損失は、戦死203名、負傷1,152名、捕虜/不明506名、合計1861名となり、損失率は34%となった。南軍の損失は戦死93名、負傷847名、捕虜/不明6名、合計946名となり、損失率は約19%だった。北軍は大砲6門と馬39頭を鹵獲された。北軍の参戦した兵士数に対する損失の比率は、この戦争で2番目に高いものとなった。両軍の参戦した兵士はこの戦争の東部と西部の戦線での大きな戦闘に参戦したベテランだったが、その多くはこれほど激しい戦闘に参加したことは無かったと文書や日誌に記していた。南軍の戦死者は近くのレイクシティにあるオークローン墓地に埋葬された。
北軍が敗北したことで、北部の当局は軍事的に重要ではないフロリダ州にこれ以上関わる必要性について疑問が出てきた。北軍の負傷し捕まえられたアフリカ系アメリカ人兵士を南軍兵が殺したという証拠が、南軍の備忘録や文書の中に見られる。
2月22日朝、北軍がまだジャクソンビルに撤退を続けているときに、マサチューセッツ第54連隊がテンマイル駅まで戻るよう命じられた。負傷した北軍兵を運ぶ列車の機関車が壊れて、その負傷兵が捕まえられる危険性にあった。マサチューセッツ第54連隊が到着すると、兵士は機関車と客車に綱を付けて、人力で列車を曳いて約3マイル (5 km) 離れたキャンプ・フィネガンに向かった。そのキャンプでは列車を曳くことを助けられる馬が確保できた。その後は列車を人と馬が曳いてジャクソンビルまで合計10マイル (16 km) を進んだ。それだけ進むために42時間を要した。
南部では、この戦闘は士気を上げる圧勝だと見られた。あるジョージア州の新聞は北軍兵について、「南部のほとんど荒野の40マイルを、サンショウウオやジリスに怯え、おそろしくのたうち回りながら」歩いたと報道していた。
今日の戦場跡は、フロリダ州立公園体系の一部として、オラスティ戦場歴史州立公園として記念されている。この公園はアメリカ国道90号線沿いのオセオラ国立の森の中にある。実際の戦場跡は州立公園、国有林の一部、アメリカ国道90号線より南側の私有地で構成されている。
毎年戦場跡で戦闘の再現が行われている。近くにあるレイクシティ（コロンビア郡）では、1976年から毎年、別の行事としてオラスティ戦闘祭を開催している。

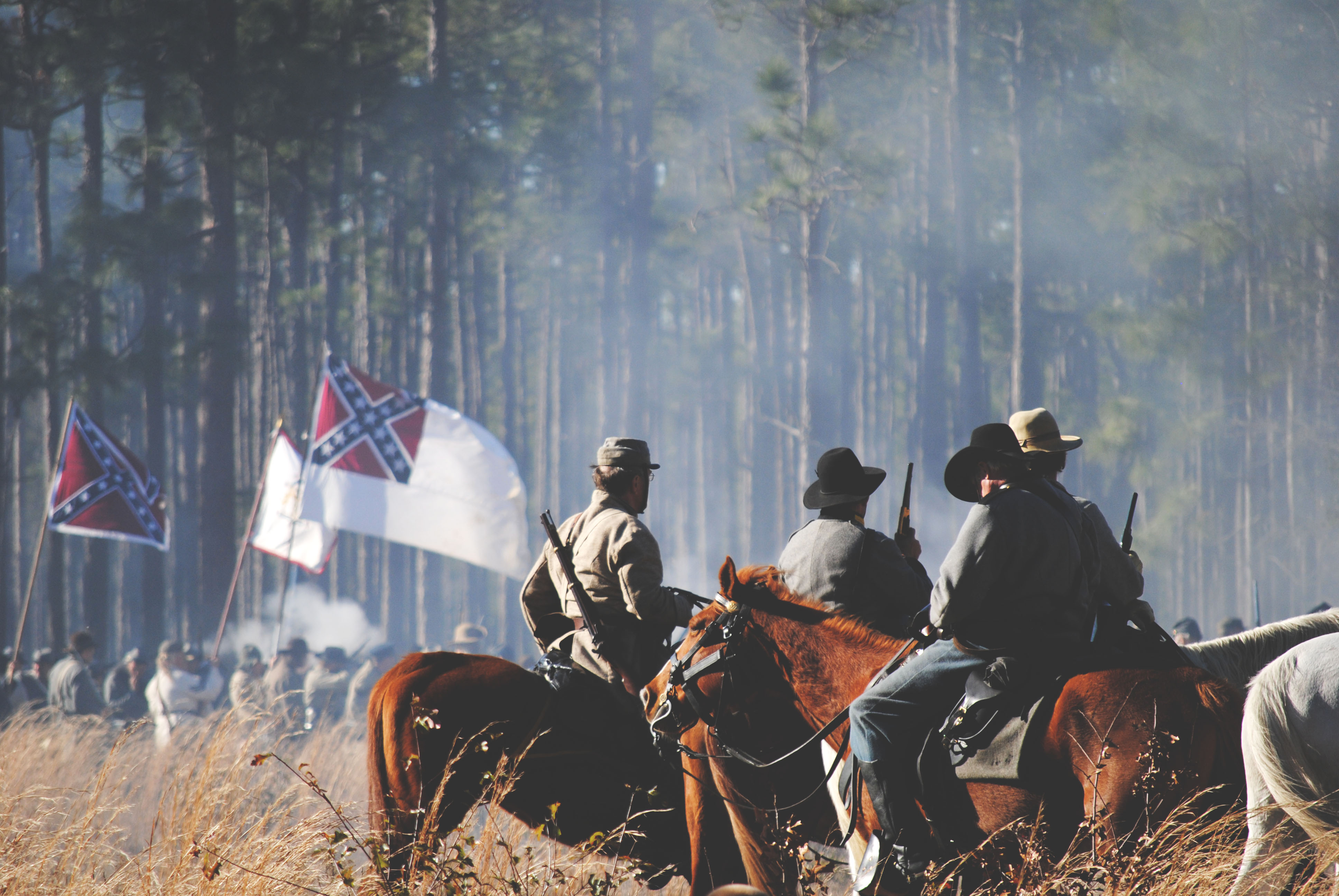
戦闘から150周年となった2014年2月15日、オラスティの戦いの再現

毎年2月のプレジデンツディの週末、国内から、さらには国外からも多くの再現者が公園に集まって、オラスティの戦いを再現している。出演者は木曜日から集まり始めて備える。金曜日は「登校日」だが、数多い生徒がその日を過ごすために集まり、1860年代のアメリカ合衆国における戦争と生活についてデモンストレーションを見学し、様々な面を議論する歴史家の発言に傾聴する。大衆は金曜日、土曜日、日曜日の行事に招かれ、キャンプを訪れ、デモンストレーションを見学し、歴史家と交流し、多くの商人のテントで南北戦争当時の商品を購入し、それぞれの日の戦闘に参加する。金曜日から日曜日の公園内では、現代の様々な食品が供されている。
オラスティの戦いの再現は4つの組織が後援している。すなわち、オラスティ戦場跡歴史州立公園市民支援組織、フロリダ州環境保護省レクリエーション・公園部、アメリカ合衆国林野庁オセオラ国立の森、およびブルー・グレイ・アーミー, Inc.である。

## 戦闘の石版画
この記事の上部に掲げる石版画は、1894年にクルツ・アンド・アリソン社が印刷した。北軍有色人第8連隊の兵士が南軍の塹壕にむけて前進する様子を描いている。この絵はオラスティの戦いに関する記事で度々使われているが、作成者がこの戦闘についてほとんど知識が無かったので不正確である。この戦闘のときの南軍は前もって準備していた陣地から前に出ており、両軍ともにその防御工作物から出ずに戦ったわけではなかった。戦闘は松林で起こったのであり、大きく開けた土地はあまり無かった。上に掲げる地図の赤い点線が南軍の塹壕線である。